# 巴特西发电站
巴特西发电站（英語：Battersea Power Station），是英国伦敦一座退役的火力发电站，位于泰晤士河南岸的巴特西区。它包括两个独立的发电站，分两个阶段建设。巴特西A电厂建于1930年代，巴特西B电厂建于1950年代，两站采用了相同的设计，形成四个烟囱的布局。1983年该站停止发电，但在过去的50多年中，它已成为伦敦知名的地标之一，为二级登录建筑。
巴特西发电站是欧洲最大的红砖建筑，以奢华的装饰艺术著称，但是建筑的状况已经“非常糟糕”。
巴特西發電站是世界上第一個在能源供應行業實際運作煙氣脫硫裝置（Flue-Gas Desulfurisation，FGD）的發電廠。該裝置於1931年在當時屬倫敦電力公司（London Power Company）旗下的巴特西發電站首次運作。最終在巴特西"B"發電站內的煙氣脫硫裝置在1960年代停用。原因是人們發現所產生的化學品被排入泰晤士河後所造成的污染比其煙道氣排出至大氣層所造成的傷害更為嚴重。